# Okres Valbřich
Okres Valbřich (Wałbrzych; polsky Powiat wałbrzyski) je okres v polském Dolnoslezském vojvodství u hranic s Českou republikou. Rozlohu má 430,22 km² a v roce 2020 zde žilo 55 107 obyvatel. Sídlem správy okresu je město Valbřich, které však není jeho součástí, ale tvoří samostatný městský okres.

## Geografie
Na západě sousedí s okresem Kamienna Góra, na severu s okresem Jawor, na severovýchodě s okresem Svídnice, na východě s okresem Dzierżoniów a na jihovýchodě s okresem Kladsko. Na jihu sousedí s Českou republikou (Královéhradeckým krajem).

## Gminy
Městské
- Boguszów-Gorce
- Jedlina-Zdrój
- Szczawno-Zdrój

Městsko-vesnické
- Głuszyca
- Mieroszów

Vesnické
- Czarny Bór
- Stare Bogaczowice
- Walim

## Města
- Boguszów-Gorce
- Głuszyca
- Jedlina-Zdrój
- Mieroszów
- Szczawno-Zdrój

## Sousední okresy
| Růžice kompasu | Jawor         | Jawor          | Svídnice    | Růžice kompasu |
| Růžice kompasu | Kamienna Góra | Sever          | Dzierżoniów | Růžice kompasu |
| Růžice kompasu | Kamienna Góra | Okres Valbřich | Dzierżoniów | Růžice kompasu |
| Růžice kompasu | Kamienna Góra | Jih            | Dzierżoniów | Růžice kompasu |
| Růžice kompasu | Náchod        | Náchod         | Kladsko     | Růžice kompasu |